# رزغاري (بيرانشهر)
رزغاري هي قرية في مقاطعة بيرانشهر، إيران. يقدر عدد سكانها بـ 1107 نسمة بحسب إحصاء 2016.